# Moabrücke
Die Moabrücke (englisch Moa Bridge), ehemals Daru-Brücke (englisch Daru Bridge), ist eine Straßenbrücke im westafrikanischen Sierra Leone. Sie überspannt den Moa bei Daru und ist für den Straßenverkehr, insbesondere den Handel zwischen Sierra Leone und Liberia von herausragender Bedeutung. Sie ist etwa 250 Meter lang und bietet eine Fahrspur je Richtung. 

Moa-Brücke (1910er Jahre)

Die Brücke wurde von internationalen Gebern finanziert und durch das südkoreanische Unternehmen ISU Engineering and Construction Company zwischen Januar 2010 und Januar 2016 erbaut.
Nur etwa 30 Meter nördlich der Moa-Brücke befindet sich die ältere Brücke. Sie wurde zur britischen Kolonialzeit (1910er Jahre) als Eisenbahnbrücke für das sierra-leonischen Schienennetzes errichtet.